# Buchhellerquellgebiet
Koordinaten: 50° 41′ 57″ N, 8° 3′ 4″ O
Das Naturschutzgebiet Buchhellerquellgebiet liegt auf dem Gebiet der Gemeinde Burbach im Kreis Siegen-Wittgenstein in Nordrhein-Westfalen.
Das etwa 203,3 ha große Gebiet, das im Jahr 2002 unter der Schlüsselnummer SI-062 unter Naturschutz gestellt wurde, erstreckt sich südlich des Kernortes Burbach im Quellgebiet der Buchheller. Am nordöstlichen Rand verläuft die Landesstraße L 911 und am östlichen Rand die B 54. Nordöstlich liegt der Siegerland Flughafen. Nördlich des Gebietes erstrecken sich die Naturschutzgebiete Mückewies (97,2 ha), Fuchsstein (31,7 ha) und Hasseln (24,8 ha) und nordöstlich das  129,7 ha große Naturschutzgebiet Rübgarten. Am westlichen, südlichen und südöstlichen Rand verläuft die Landesgrenze zu Rheinland-Pfalz.